# Mémoires d'un chasseur de renards
 (août 2017).
Si vous disposez d'ouvrages ou d'articles de référence ou si vous connaissez des sites web de qualité traitant du thème abordé ici, merci de compléter l'article en donnant les références utiles à sa vérifiabilité et en les liant à la section « Notes et références ».
Mémoires d'un chasseur de renards (Memoirs of a Fox-Hunting Man en anglais) est un roman britannique de Siegfried Sassoon, publié en 1928 par Faber & Faber. Il remporte le prix Hawthornden et le prix James Tait Black Memorial, et est reconnu, dès sa parution, comme un classique de la littérature anglaise. Il est très souvent mis au programme des écoles britanniques.

## Contexte
Avant sa publication de son livre, Sassoon n'était connu que pour sa poésie, traitant principalement de la Première Guerre mondiale (et composée durant la même période). Dix ans après la fin de la guerre, après avoir un peu travaillé dans le journalisme, il se sentit prêt à écrire en prose. Cependant le manque de confiance en son talent le poussa à publier son ouvrage de façon anonyme. Il s'agit en fait d'une autobiographie qui couvre ses années de jeunesse, mais présentée sous la forme d'un roman, avec des faux noms donnés aux personnages principaux (y compris Sassoon lui-même, qui apparaît sous le nom de Georges Sherston, ou sa mère, rebaptisée "tante Evelyne").

## Résumé
Le titre de l'œuvre est un peu trompeur, car le livre est principalement composé des étapes importantes de l'enfance et de la jeunesse de Sassoon (comme sa première leçon d'équitation ou un match de cricket particulièrement important), et de ses rencontres avec différents personnages comiques; la partie intitulée "The Flower-Show Match" sera plus tard publiée séparément par Faber comme une histoire indépendante. Le livre dans son ensemble est écrit avec humour, et la chasse des renards y représente l'état d'esprit innocent du jeune homme dans les années qui précèdent le début de la guerre. L'histoire s'achève sur son engagement dans le régiment local, et sera continuée dans deux autres livres: Memoirs of an Infantry Officer et Sherston's Progress. Elle retrace une série d'épisodes de la jeunesse de "George Sherston", depuis ses premières tentatives pour apprendre à monter à cheval jusqu'aux courses en "points à points" ("point-to-point races"). The Flower Snow Match, considéré comme un passage majeur de l'œuvre, est le récit du tournoi de cricket annuel du village, très important pour les protagonistes, et dans lequel Sherston joue un rôle central.

## Publications francophones
- Mémoires d'un chasseur de renards (Memoirs of a Fox-Hunting Man) / trad. Antoinette Séméziès et Jacques Elsey.
  - Paris : Gallimard, [1936], 262 p.
  - Paris : Phébus, coll. "D'aujourd'hui. Étranger", septembre 1995, 272 p.  (ISBN 2-85940-390-6).
  - Rééd. dans une trad. revue et complétée ; préface de François Rivière. Bordeaux : L'Éveilleur, septembre 2017, 322 p.  (ISBN 979-10-96011-09-4)